# Aeshna juncea
Aeshna juncea е вид насекомо от семейство Aeshnidae.

## Разпространение
Видът е разпространен в Австрия, Азербайджан, Андора, Афганистан, Беларус, Белгия, Босна и Херцеговина, България, Великобритания (Северна Ирландия), Германия, Грузия, Дания, Естония, Индия (Джаму и Кашмир), Ирландия, Испания, Италия, Казахстан, Канада (Албърта, Британска Колумбия, Квебек, Лабрадор, Манитоба, Ню Брънзуик, Нюфаундленд, Онтарио, Северозападни територии и Юкон), Киргизстан, Китай (Вътрешна Монголия, Дзилин, Ляонин, Синдзян и Хъйлундзян), Латвия, Литва, Ман, Монголия, Нидерландия, Норвегия, Оландски острови, Пакистан, Полша, Португалия, Северна Македония, Румъния, Русия (Европейска част на Русия), САЩ (Айдахо, Аляска, Вашингтон, Джорджия, Колорадо, Мичиган, Монтана, Ню Мексико, Ню Хампшър, Орегон и Уисконсин), Северна Корея, Словакия, Словения, Сърбия (Косово), Таджикистан, Турция, Украйна (Крим), Финландия, Франция, Черна гора, Чехия, Швейцария, Швеция, Южна Корея и Япония (Хокайдо и Хоншу).
Регионално е изчезнал в Люксембург и Унгария.